# Maira occulta
Maira occulta är en tvåvingeart som beskrevs av Wulp 1872. Maira occulta ingår i släktet Maira och familjen rovflugor. Inga underarter finns listade i Catalogue of Life.